# Serriatosis de acróporas

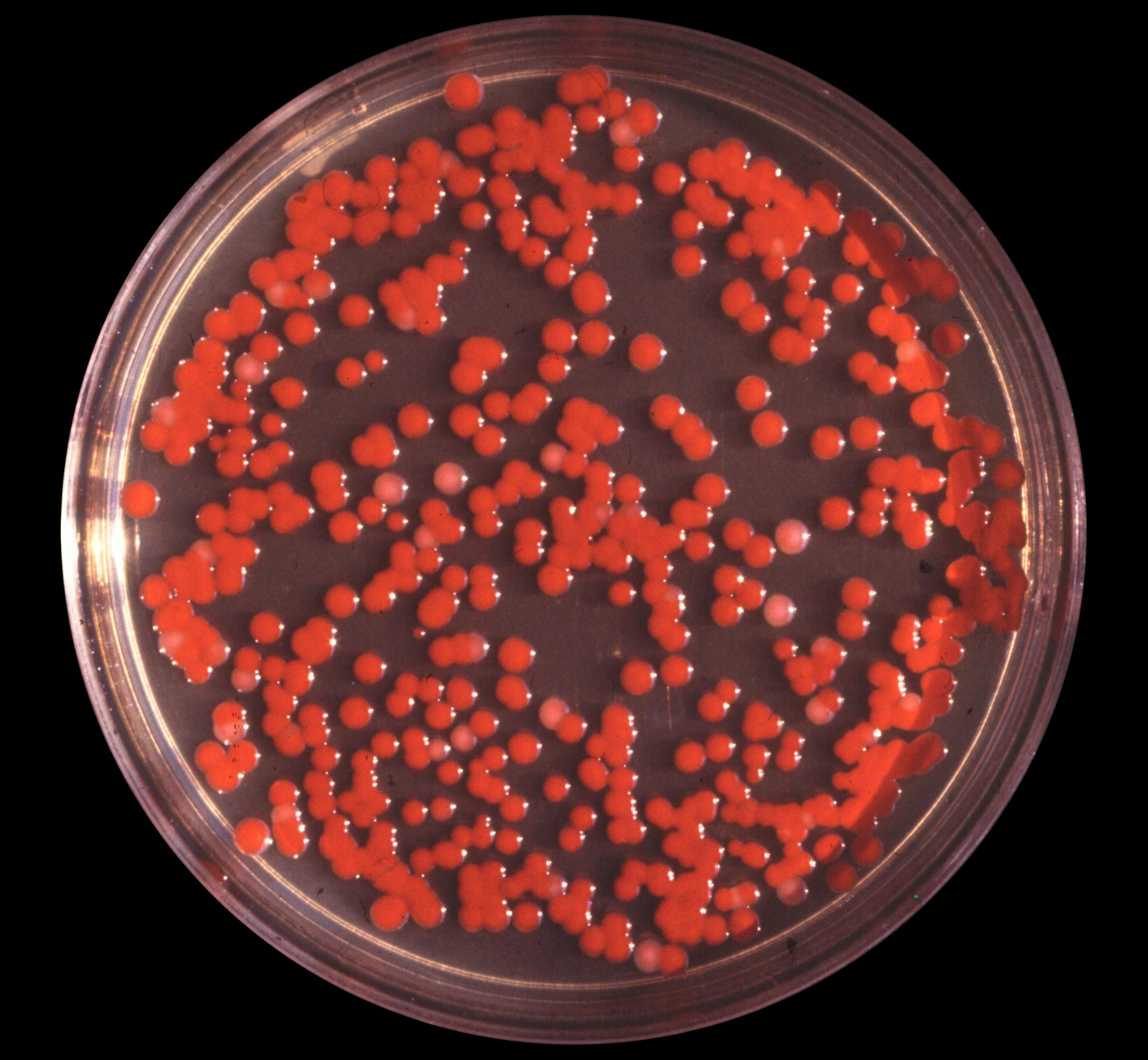
Serratia marcescens

## Descripción

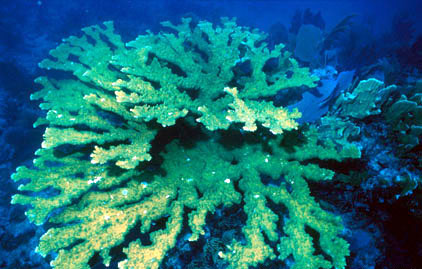
Coral "cuerno de alce" Acropora palmata

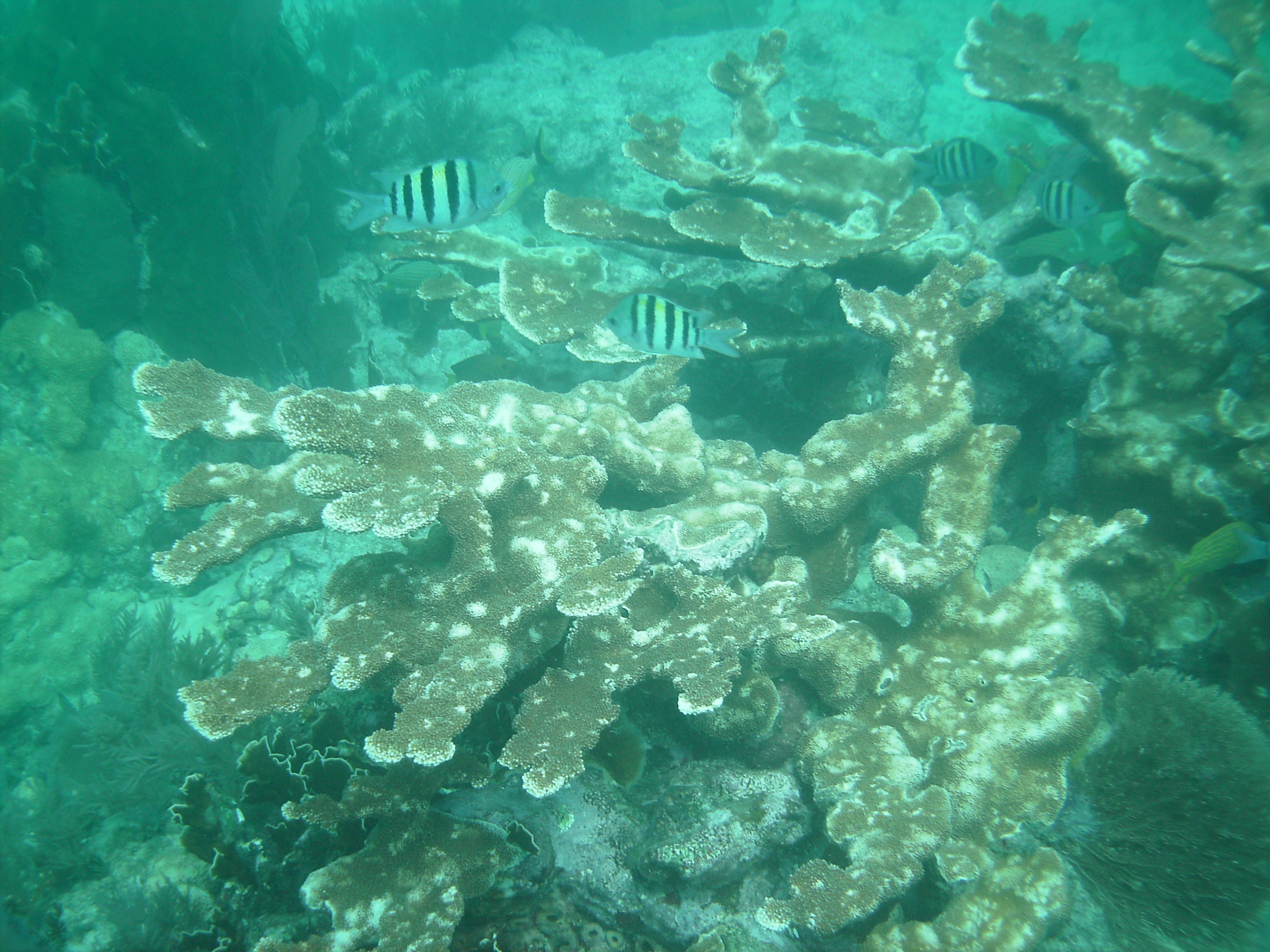
A. palmata atacada por Serriatósis de acróporas en Cayo Largo (Florida)

Serratiosis de acróporas, conocida en inglés como “Acroporid serritosis” (APS), white pox  o patchy necrosis  es una enfermedad coralina documentada por primera vez el 1996 en Eastern Dry Rocks Reef off Key West, Florida. APS afecta exclusivamente a la especie Acropora palmata
, o coral cuerno de alce, una especie de coral tipo ramificado, del grupo de los constructores primarios de arrecifes o corales hermatípicos. Los corales cuerno de alce han sufrido importantes pérdidas en su área de cobertura desde su descubrimiento, pasando a formar parte de la lista de especies amenazadas de Estados Unidos (United States Endengared species Act.) en el 2006. Actualmente la especie ha perdido entre un 50 y un 80% del área, llegando hasta un 88% en los cayos de Florida.

## Patógeno

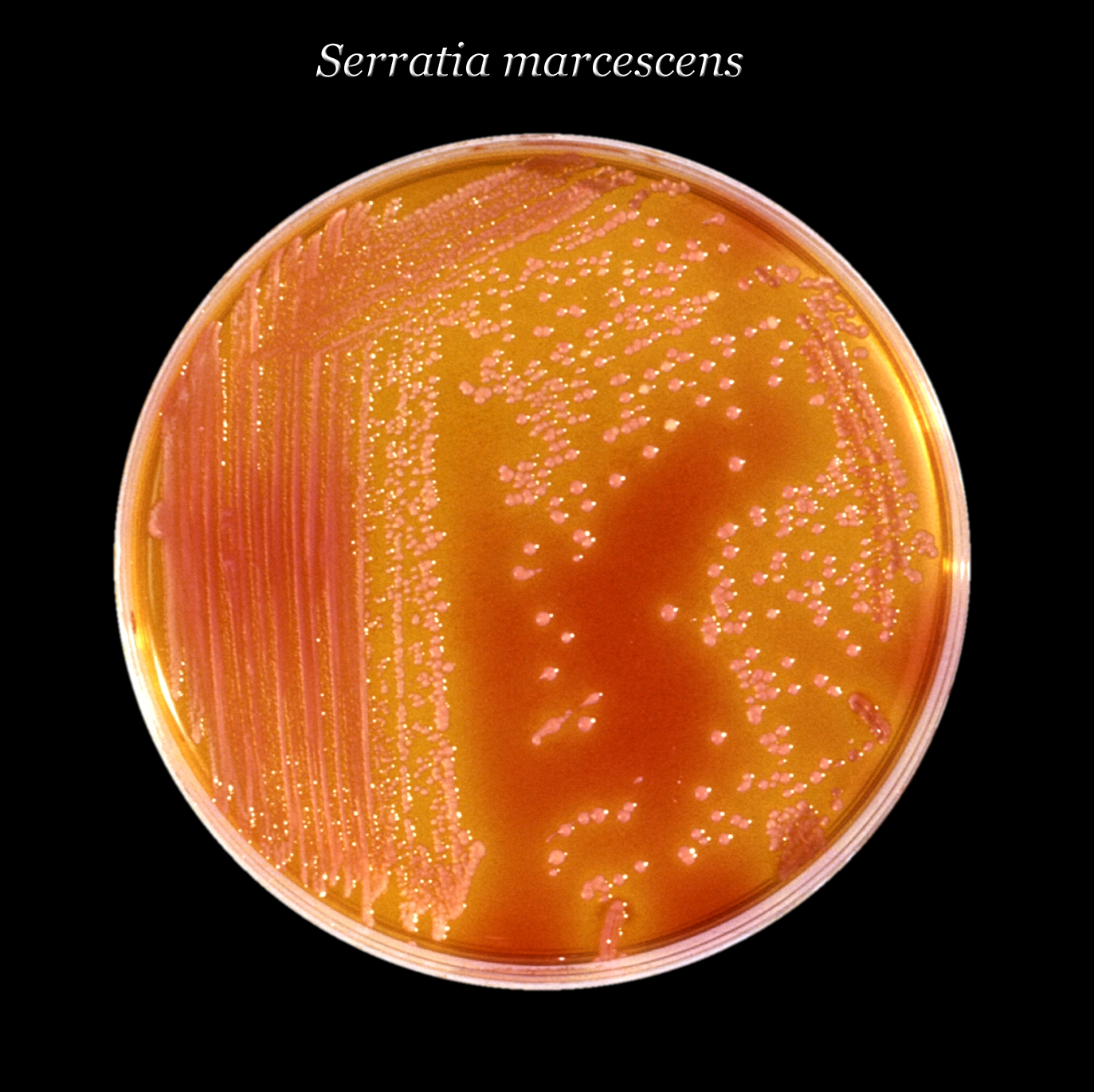

El patógeno responsable de la enfermedad es conocido como Serratia marcescens, una bacteria tipo Gram-negativo de la familia Enterobacteriaceae. Se trata de un patógeno oportunístico, de origen humano, que va asociado, tanto a infecciones transmitidas mediante agua en zonas de aguas tropicales,  como a infecciones adquiridas en hospitales, siendo responsable de problemas respiratorios, heridas e infecciones del tracto urinario, meningitis y neumonía. Este patógeno  afecta a otras especies de Acropora palmata, Drosophila y el estado larvario de la especie Bombyx mandarina (falta cita).
El ser humano es la fuente de esta enfermedad, esparciendo el patógeno hasta los corales a través de las aguas residuales o de deshecho, mientras que ciertos invertebrados marinos pueden actuar cómo vectores o reservas del patógeno Por otra parte, los corales que no son huéspedes pueden actuar cómo reservas o vectores de transmisión del patógeno. Se trata del primer caso registrado de “zoonosis invertida” en el ámbito marino, definida como transmisión de un patógeno de origen humano a un invertebrado marino.
Existen distintas cepas de la bacteria capaces de generar APS, con un rango de virulencia aparente que varía entre 4 y 23 días. El estudio de éstas sigue pendiente, siendo necesario definir sus características y la capacidad de adaptarse a las condiciones marinas, a la vez que se estudian las diferencias genéticas que conllevan diferencias en el rango de virulencia.  (enlace roto disponible en Internet Archive; véase el historial, la primera versión y la última). La cepa PDL100 solo se ha encontrado en A. palmata: está poco adaptada a la vida marina, con una tiempo de vida medio de 15 horas o menos, a 30 °C, aunque estudios reciente demuestran que si se inocula en A. palmata y Siderastrea siderea, su tiempo de vida aumenta notablemente, alcanzando un mínimo de 11 días.  Contrariamente, la segunda cepa conocida, PDR60, tiene un tiempo de vida medio de hasta 20 días bajo las mismas condiciones.

## Síntomas
APS se manifiesta en formas irregulares y manchas blancas, consecuencia de la pérdida del tejido de los pólipos del esqueleto coralino, distinguiéndose así de la enfermedad de la banda blanca (White band), la cual se desarrolla de forma circular solo en la base del coral. Las lesiones pueden variar desde unos pocos centímetros hasta 80 cm², desarrollándose en todas las superficies de la colonia coralina. Las medidas del crecimiento de las lesiones demuestran que la velocidad de crecimiento puede llegar a alcanzar los 10,5² cm por día, con una pérdida media de tejido de 2.5 cm²/día.
La tasa de crecimiento de las manchas está positivamente correlacionada con la temperatura, de forma que su valor aumenta durante los periodos estacionales más cálidos. Pese a ser menos comunes, las tasas de crecimiento más altas presentan una mayor mortalidad de tejido coralino que las numerosas lesiones de crecimiento lento.
Estas lesiones presentan la capacidad de fusionarse, resultando en una pérdida de tejido que se extiende por toda la colonia. En consecuencia, la enfermedad es altamente contagiosa, con una gran capacidad de esparcirse a través del arrecife de coral, llegando a esparcirse hasta los arrecifes contiguos. Por otra parte, es posible que la predicción del aumento de los eventos de blanqueo, debido al cambio climático, conlleve el aumento de la frecuencia y severidad de brotes de enfermedades de coral como APS, potenciando la necesidad del control sobre las aguas residuales. De hecho, E.M. Muller encontró una relación positiva entre la temperatura y la enfermedad durante el año 2005: el área media de mortalidad asociada a la enfermedad fue significantemente alta en colonias blanqueadas, sugiriendo que la severidad de la enfermedad estaba estrechamente relacionada con la susceptibilidad al blanqueamiento.
Las recientes observaciones de A. palmata sugieren que podrían existir colonias del coral con cierta resistencia al patógeno. La prevalencia de APS ha disminuido durante los últimos años, coincidiendo con el descenso de la población del coral. Esta disminución podría ser debida a la reducción de posibles huéspedes en el periodo anterior a la exposición (APS epizoótico), exposición a otras enfermedades, o al hecho de que la cepa podría haber reducido su virulencia. Pese a que el correcto tratamiento de aguas residuales elimina S. Marcenscenes hasta niveles indetectables, el problema es que en los Cayos de Florida, o en su extensión, en el Caribe, las aguas no siguen el tratamiento adecuado.

## Distribución
La Serriatosis de acróporas ha sido observada a lo largo de todo el mar Caribe, alcanzando lugares como Saint Croix, Belice, Jamaica, Florida y Bahamas.

## Futuras investigaciones
Debido a la magnitud de la pérdida de A. palmata en el parque natural de los Cayos de Florida, es necesario investigar las fuentes de este patógeno. Actualmente los administradores de los arrecifes, y los ingenieros en las plantas de tratamiento de aguas residuales, necesitan asegurarse de que APS tiene solo origen humano, con el fin de recomendar mejoras en el tratamiento de aguas residuales en Florida y alrededor del mar Caribe.
La investigación continúa para determinar los mecanismos del patógeno S. marcescens y su efectos sobre el coral. El objetivo de las futuras investigaciones es identificar los distintos genes asociados a la virulencia del patógeno y su prevalencia en medios ambientes aislados de S. marcencens. Así se podrá revelar la gama de huéspedes de Serratiosis, aislados no únicamente cuando afecta a A. palmata, ya que éste patógeno se manifiesta de forma diferente en otras especies de corales.<